# Sturmbannführer
Sturmbannführer naziv je za čin Sturmabteilunga i Schutzstaffela, a odgovara današnjem činu bojnika HV-a. Rabio ga je i Sturmabteilung (SA) i Schutzstaffel (SS). Prevodi se kao “Vođa jurišne postrojbe” (Sturmbann je u SA-u i SS-u označavao bojnu), a korijene vuče još iz Prvoga svjetskog rata kada je taj čin označavao zapovjednika bojne.

## Povijest
U SA-u naziv Sturmbannführer pojavljuje se 1921. Godine 1928. postaje stvarni čin, a tada ga počinje rabiti i SS. Obilježje Sturmbannführera su četiri srebrne točke na crnoj kolarnoj oznaci čina.
Čin je bio ispod Standartenführera do 1932., kada je Sturmbannführer postao činom nižim od čina Obersturmbannführera. U Waffen SS-u Sturmbannführer je bio izjednačen s činom bojnika (njemački: Major) Wehrmachta.

## Poznati nositelji
Jedan od najpoznatijih nositelja ovoga čina bio je dr. Wernher von Braun, konstruktor V2 rakete, i kasnije Saturn V rakete za SAD. Također, među poznatim nositeljima ovoga čina je i Eberhard Heder.

## Suvremena kultura
Čin Sturmbannführera pojavljuje se i u fikcijama, kao što je roman Domovina gdje je protagonist, Xavier March, Sturmbannführer u Kriminalpolizeiu. U kinematografiji, The Keep (1983.), prikazuje Gabriela Byrnea kao SS-Sturmbannführera Kaempffera, zapovjednika SS Einsatzkommanda. U Apt Pupil, Ian McKellen je Sturmbannführer SS-a zvan Kurt Dussander, bivši časnik iz koncentracijskoga logora. U animi Hellsing, glavni antagonist je Sturmbannführer Montana Max. U BBC-evoj TV seriji Tajna vojska, Clifford Rose je Sturmbannführer Kessler, član Gestapa i u BBC-evoj seriji 'Allo 'Allo, Gestapov agent Herr Otto Flick nosi isti čin.
U popularnoj računalnoj igrici Medal of Honor, često se pojave likovi s činom Sturmbannführera